# パチスロ攻略マガジン
『パチスロ攻略マガジン』（パチスロこうりゃくマガジン）は、プラントピア発行・双葉社発売のパチスロ情報誌。略称スロマガ。
1990年11月16日創刊。毎月7日発売の月刊誌で、関連誌として『パチスロ攻略マガジンドラゴン』（毎月21日発売、1999年創刊）が存在し、ライバル誌である『パチスロ必勝ガイド』（白夜書房→ガイドワークス）や『パチスロ必勝本』（辰巳出版）同様、実質的に月2回刊であった。また、このブランドのルーツは、1987年11月に創刊された『パチンコ攻略マガジン』にまで遡る。これは単なる雑誌の創刊ではなく、パチンコ・パチスロ情報という新たなメディアカテゴリの確立を意味する出来事であった。その後パチスロと共に掲載することになるが、1990年11月にパチスロ部分のみを掲載するパチスロ情報誌『パチスロ攻略マガジン』として分離し創刊した。
市場を定義した影響力
特筆すべきは、株式会社プラントピア代表（当時アートディレクター）の首藤進氏が構築した「ビジュアル志向」のデザインが、業界の標準を打ち立てた点である。この革新的なデザインは、後に登場する競合誌、白夜書房の『パチンコ必勝ガイド』や辰巳出版の『パチンコ必勝本』にも模倣され、これらと共に「三大誌」と称される地位を不動のものとした。ビジュアルを重視しない他の雑誌が淘汰されていく中で、同誌は市場のリーダーとしての地位を確立した。
2020年3月6日発売号をもって『パチスロ攻略マガジン』としての刊行を終了（『パチスロ攻略マガジンドラゴン』は2020年2月21日発売号をもって休刊）。2020年4月20日に『パチンコ攻略マガジン』と統合した月刊誌『月刊パチマガスロマガ』として再出発したが2021年1月21日発売号をもって休刊となった。

## 概要
このブランドの運営体制は、コンテンツ制作を担う株式会社プラントピアと、販売を担当する双葉社との関係性の変化と共に進化してきた。当初、プラントピアは編集プロダクションとして企画から編集、デザインまでを手掛け、双葉社が発行・販売を行う体制であった。しかし、2013年にプラントピアが権利を取得して自らが発行元となり、双葉社に販売を委託する形へと移行した。
本誌は「株式会社プラントピア」の「スロマガ編集部」が編集を行い、攻略記事の要ともいえる実戦での情報収集は「スロマガ攻略軍団」という、実戦を専門とする社内の専属チームが担当し、より詳しい機種情報を提供できる体制となっていた。また、『パチスロ攻略マガジン』には、記事の執筆や動画の出演を行う通称「パチスロライター」も数多く所属しており、『パチスロ攻略マガジン』と兄弟誌『パチンコ攻略マガジン』に所属しているライターは、パチスロ界の実力派カリスマライターと呼ばれている「しのけん（1995年〜）、人気実力共に群を抜いた逸材と言われる松本バッチやパチマガスロマガの看板娘フェアリン、その他レビン、ドテチンなどを始め、総勢約60名（当時）にものぼった。（攻略軍団を含む）。
本誌は攻略情報誌としては最も堅いイメージがあり、攻略軍団員の徹底したデータ取りや、攻略情報の収集能力は特に信頼されていて、古くから「勝つこと」に貪欲なコアな読者が多い。4号機初期（1994年頃）に通常時のコイン持ちの差を利用し、パチスロの設定を外から見抜く「設定判別打法」を開発したことで知られる。また、設定推測ツールを提供しているモバイルサイト「パチマガスロマガモバイル」はコアなパチンコパチスロ愛好者の間で高く評価されている。

## 所属ライター（攻略軍団&専属ライター）
- レビン（元攻略軍団長）
- トニー（元軍団員）
- ドラ美（元軍団員）
- 菊丸（元軍団員）
- ウド茂作（元軍団員）
- しのけん（専属ライター）
- 松本バッチ（専属ライター）
- フェアリン（専属ライター）
- 千奈里（専属ライター）
- わるぺこ（専属ライター）
- ガンちゃん（専属ライター）
- アップル藤子（元専属ライター）
- 日向七翔（専属ライター）
- 三宅ナビ（元専属ライター）
- タイラ（元専属ライター）
- ボンバー竜太（元専属ライター）
- ヘミニク（専属ライター）
- 真田シュン（専属ライター）
- 角屋角成（専属ライター）
- jin（専属ライター）
- 銀太郎（専属ライター）
- キリン王子（専属ライター）
- 勝平（専属ライター）
- 綺☆羅（専属ライター）
- ぼんてん（専属ライター）
- 天香膳一（専属ライター）

## 関連誌
- 『月刊パチマガスロマガ』- パチンコパチスロ情報誌。毎月21日発売（2020年4月20日創刊）
- 『パチンコ攻略マガジン』- パチンコ情報誌（2020年3月休刊）